# Zito Luvumbo
Zito André Sebastiao Luvumbo (Angola, 9 de marzo de 2002) es un futbolista angoleño. Juega como delantero y su equipo es el Cagliari Calcio de la Serie A de Italia.

## Trayectoria
Debido a su actuación en el Torneo sub-17 de la COSAFA, el Manchester United mostró interés en la nueva estrella angoleña.

## Selección nacional
Fue uno de los pilares para que Angola obtuviera su primer título en categoría sub-17 en el Campeonato COSAFA Sub-17 2018 marcando 3 goles en el torneo a más de ser elegido como mejor jugador del torneo.
Además participó con la sub-20 de Angola en el Torneo sub-20 de la COSAFA donde terminaron en la tercera posición.